# 拉波特縣
拉波特县（英語：LaPorte County）是位於美国印第安纳州北部的一個縣，西北臨密歇根湖，東北鄰密西根州，面積1,588平方公里。根據2020年美國人口普查，共有人口11萬2,417人。縣治拉波特，最大城市是密西根城。

## 歷史
拉波特縣成立於1832年1月9日，4月1日生效。縣名是法語「門戶」的意思，是兩處草原之間一座森林的缺口。
拉波特縣曾因貝莉·根納斯的連續謀殺案而知名，貝莉住在此縣郊區的一個農場裡。

## 外部連結
维基共享资源上的相關多媒體資源：拉波特縣
- 官方网站
- 官方網站 （页面存档备份，存于）
- Greater LaPorte Chamber of Commerce
- Healthy Communities of LaPorte County